# Csalóka szemcsésgomba
A csalóka szemcsésgomba (Cystoderma fallax) a csiperkefélék családjába tartozó, Európában és Észak-Amerikában honos, inkább fenyvesekben élő, nem ehető gombafaj. 

## Megjelenése
A csalóka szemcsésgomba kalapja 1,5-5 cm széles, alakja domború, amely idővel széles domborúan, harangszerűen kiterül, közepén néha kis púppal. Széle fiatalon kissé begöngyölt és összenőtt a tönk burkával, idősen egyenes; burokmaradványoktól rojtos lehet. Felszínét kis szemcsék, felálló pikkelykék borítják, amelyek idővel lekopnak, helyük egyenetlen marad. Színe vörösbarna, narancsbarna vagy sárgásbarna. Kálium-hidroxiddal majdnem fekete színreakciót ad.
Húsa a szélén vékony, középen vastagabb; színe egyezik a kalapéval. Szaga és íze nem jellegzetes.
Sűrű, keskeny lemezei felkanyarodók vagy tönkhöz nőttek. Színük fehér, krémszínű vagy halványsárgás. 
Tönkje 2-6 cm magas és 0,3-0,7 cm vastag. Alakja nagyjából egyenletesen hengeres. Felső részének felszíne sima vagy benyomottan szálas, színe krémszín vagy halványsárga; a gallér alatt szemcsés, rozsdabarna vagy okkerbarna burok borítja. Gallérja közepes vagy széles, hártyás, elálló, sokáig megmarad; színe felül fehéres, alul a tönk alsó részének színével megegyezik. 
Spórapora fehér. Spórája széles ellipszis alakú, sima, amiloid, mérete4-5,5 x 3-4 µm.

### Hasonló fajok
Egyes szerzők az erősszagú szemcsésgomba változatának tartják. Hasonlít hozzá a gallér nélküli, vagy gyenge gallérú sárga szemcsésgomba vagy a rozsdasárga szemcsésgomba, rozsdás szemcsésgomba is. 

## Elterjedése és termőhelye
Európában és Észak-Amerikában honos. 
Fenyvesekben, ritkán lomberdőkben található meg az avaron, moha között vagy erősen korhadó törzseken, fatönkökön. Nyár végén és ősszel terem. 
Nem ehető, esetenként emésztőszervi panaszokat is okozhat.    

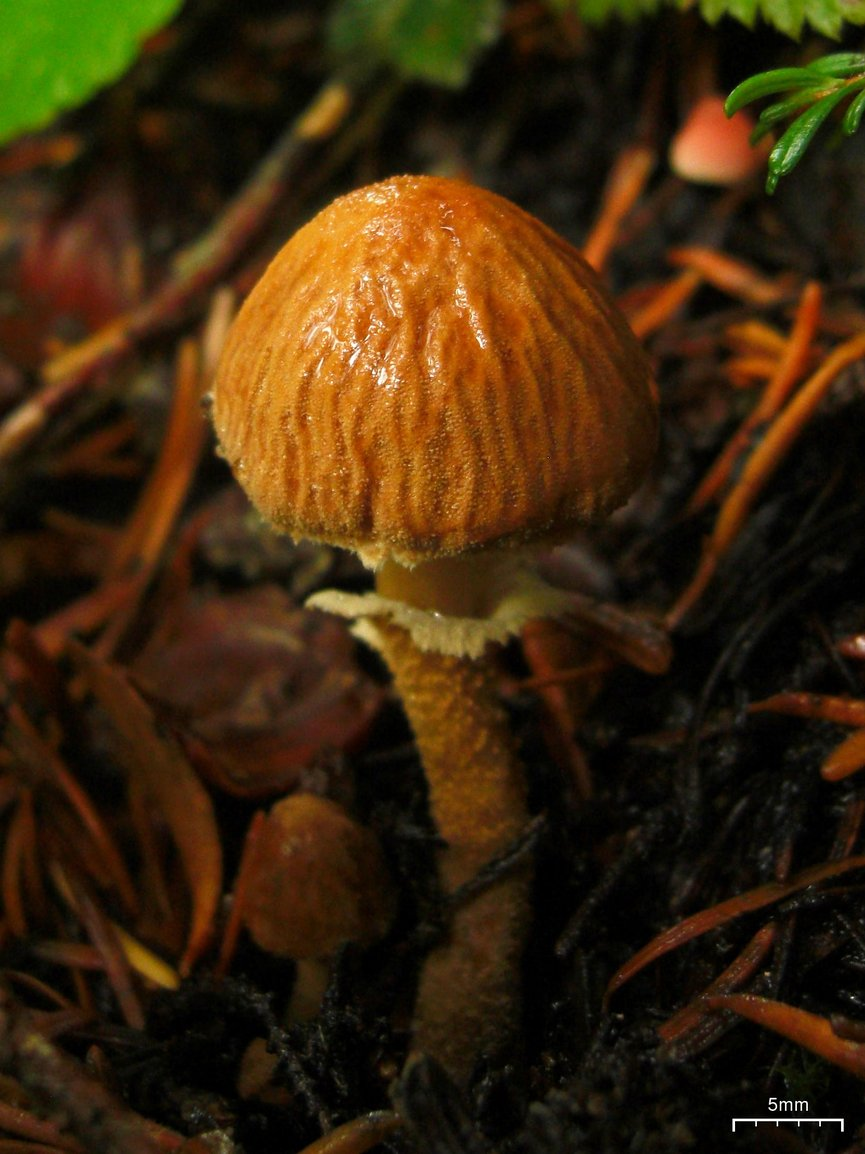
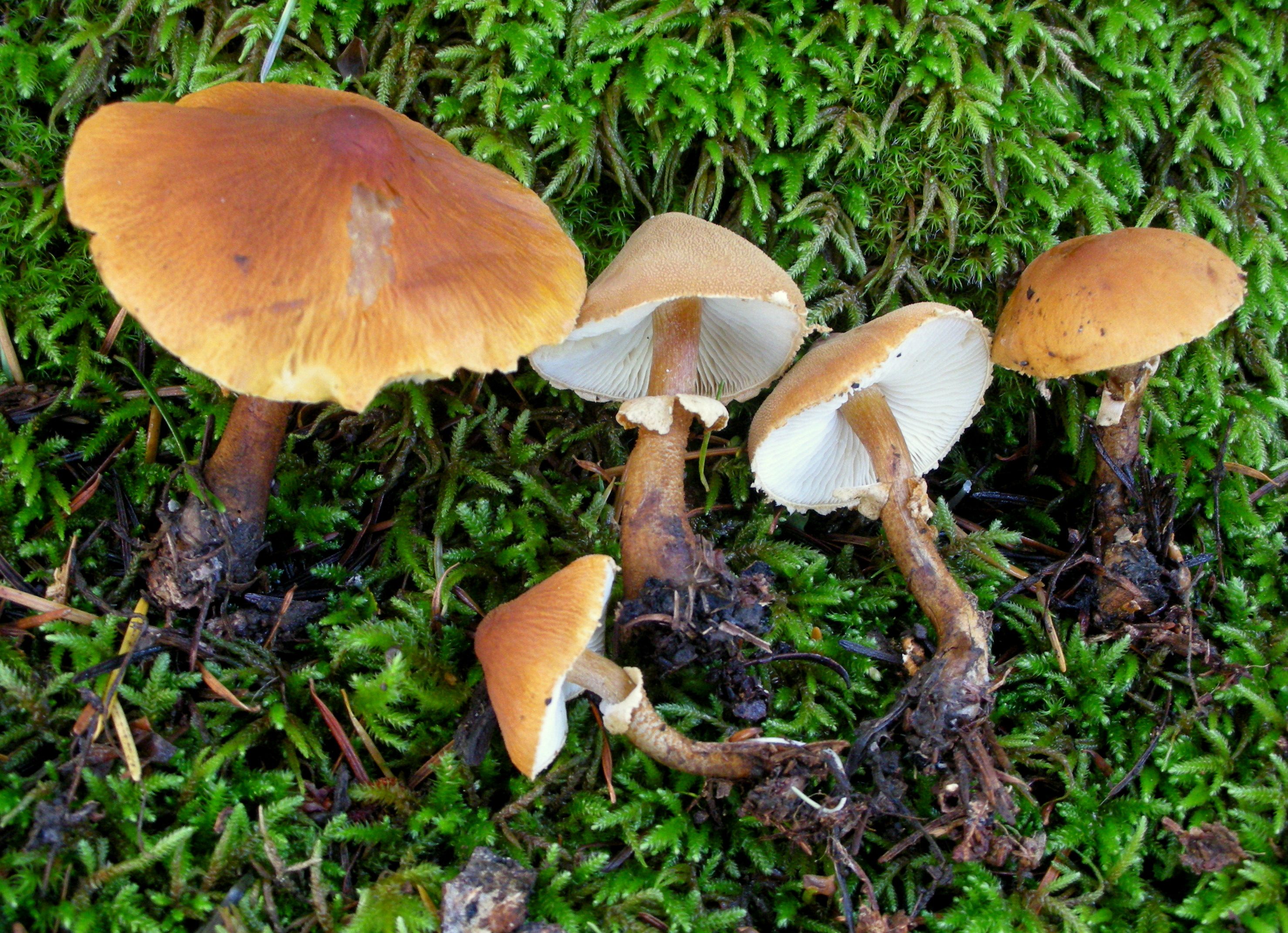
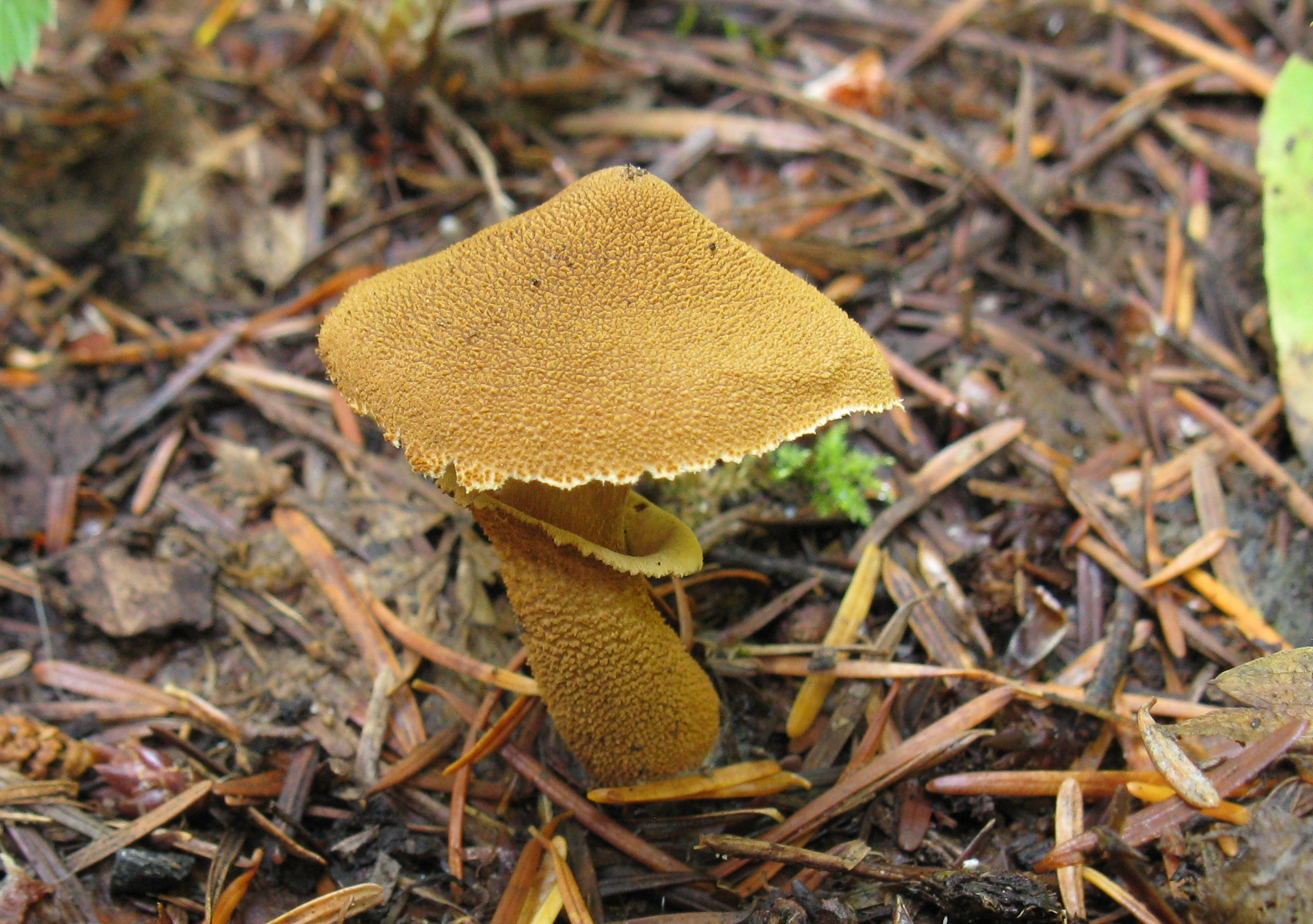
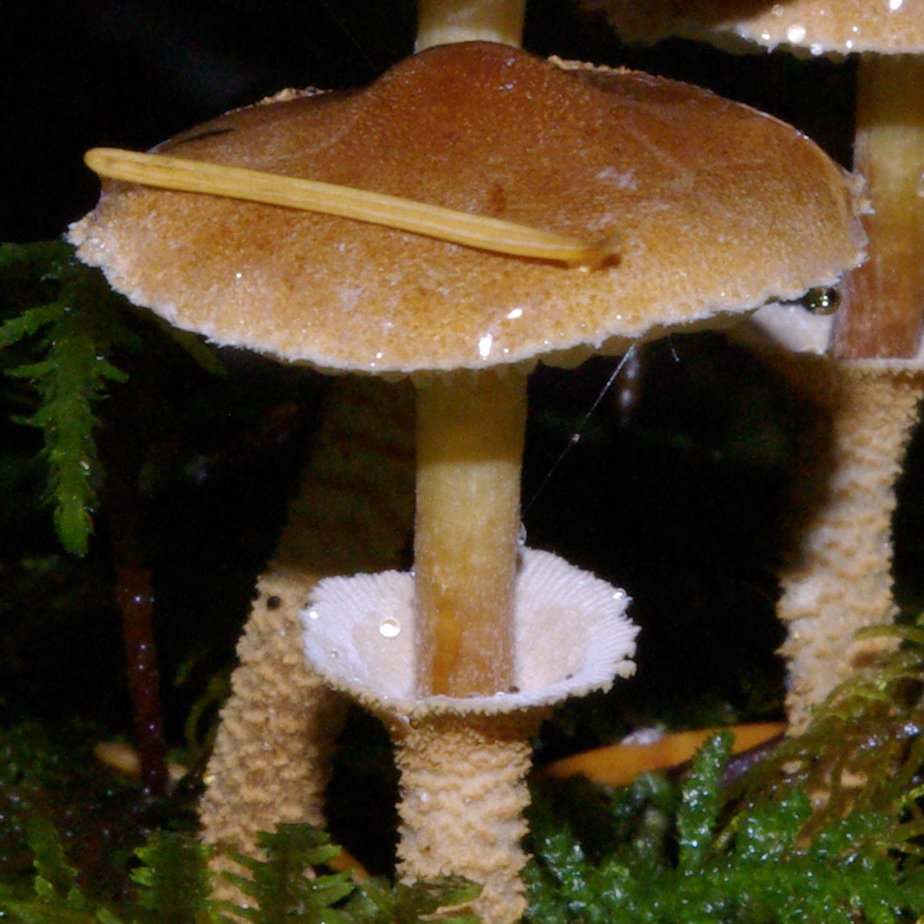
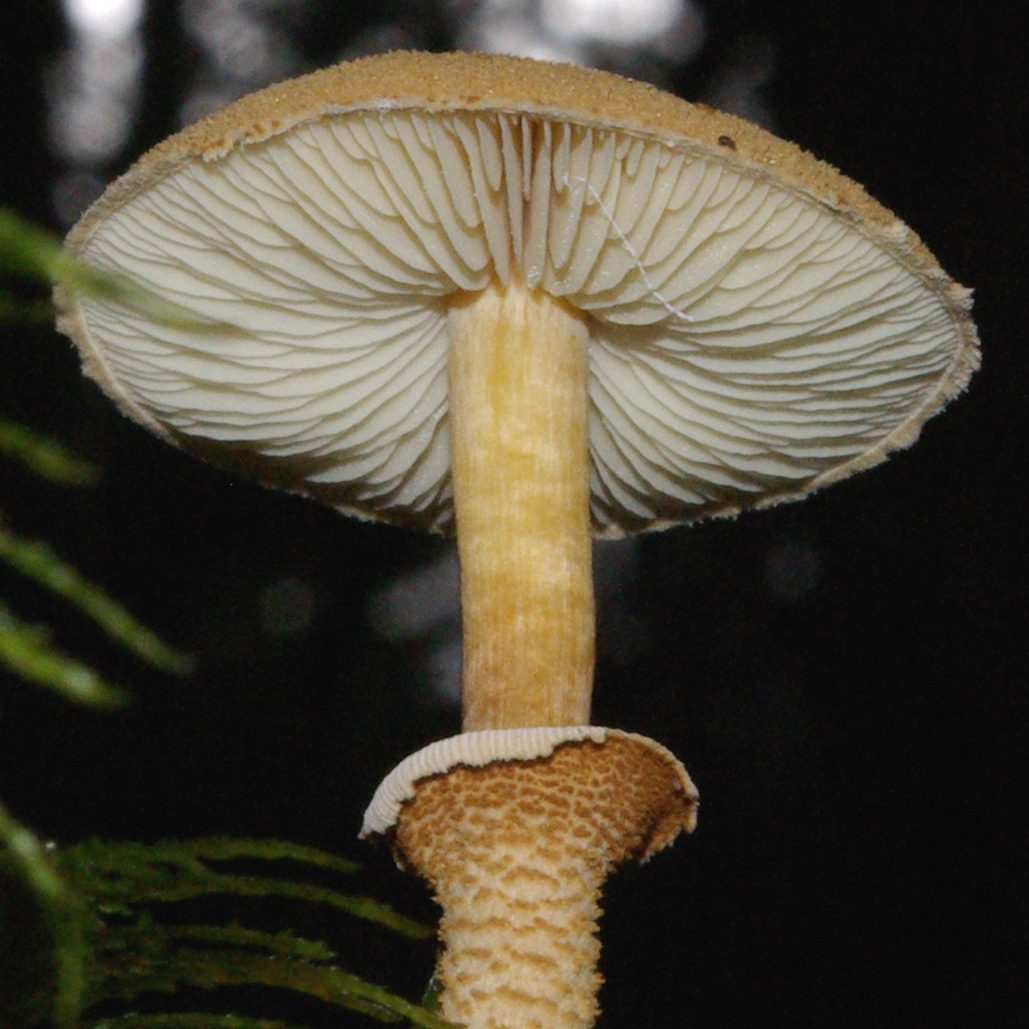